# Silvio Luiz Borba da Silva
Silvio Luiz Borba da Silva, detto Kuki (Crateús, 30 aprile 1971), è un ex calciatore brasiliano, di ruolo attaccante.

## Caratteristiche tecniche
Gioca come attaccante. La sua capacità di finalizzare l'azione lo ha reso il terzo miglior marcatore della storia del Náutico, con 184 reti segnate.

## Carriera

### Club
Nato a Crateús nello Stato del Ceará, si trasferì nello Stato del Rio Grande do Sul, dove iniziò la sua carriera calcistica, approdando tardi al professionismo, a 23 anni.
Dopo aver vinto il titolo di capocannoniere della seconda divisione del Campionato Catarinense nel 2000 con l'Esporte Clube Internacional de Lages, fu acquistato dal Náutico, iniziando così il periodo più importante della sua carriera, interrotto solo da un'esperienza al Jeonbuk Motors e da un prestito al Santa Cruz, avvenuto dopo che era stato fischiato dai tifosi durante Náutico-Cruzeiro 1-4 del 18 luglio 2007.
Nel 2008, Kuki ha raggiunto la cifra di 184 gol con il Náutico, appena dietro Bita (223) e Fernando Carvalheira (185).

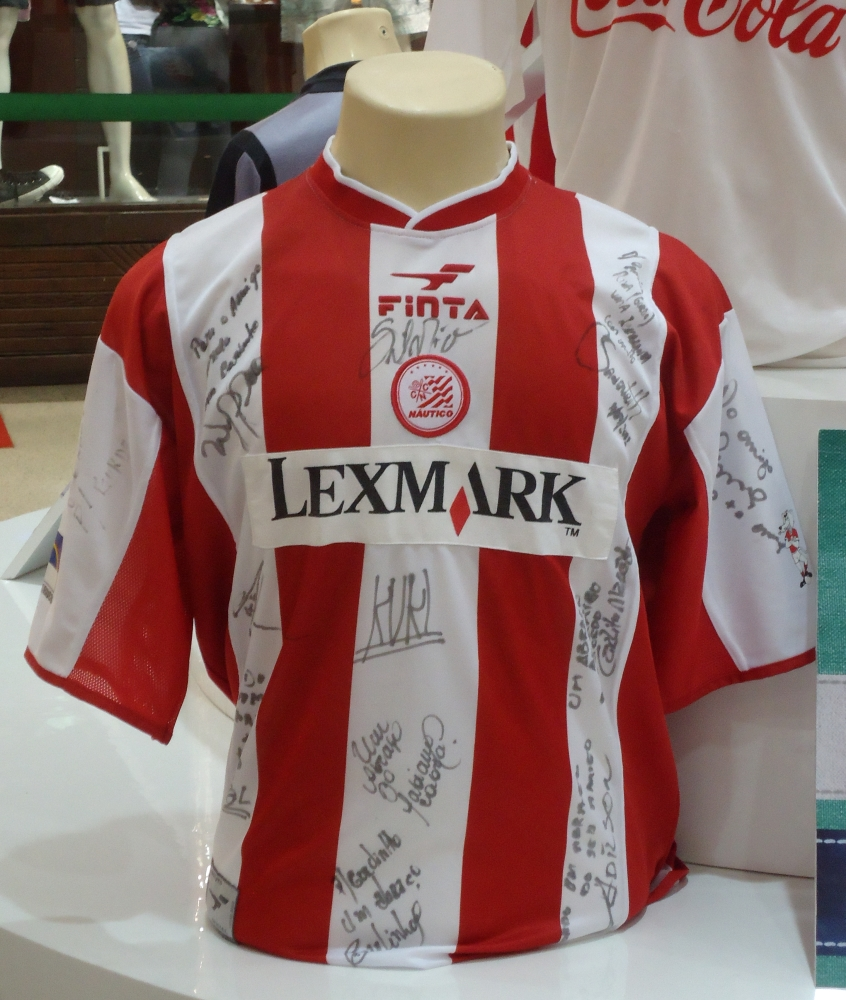
Maglia del Nautico 2001

## Palmarès

### Club

#### Competizioni nazionali
- Campionato Gaúcho: 1

Ypiranga: Segunda Divisão 1997
- Campionato Catarinense: 1

Inter de Lages: Segunda Divisão 2000
- Campionato Pernambucano: 3

Náutico: 2001, 2002, 2004

### Individuale
- Capocannoniere del Campionato Gaúcho - Seconda Divisione: 1

1997 (20 gol)
- Capocannoniere del Campionato Catarinense: 1

2000 (32 gol)
- Capocannoniere del Campionato Pernambucano: 3

2001 (14 gol), 2003 (15 gol), 2005 (12 gol)
- Capocannoniere della Copa do Nordeste: 1

2001 (12 reti)